# Musik der Appalachen

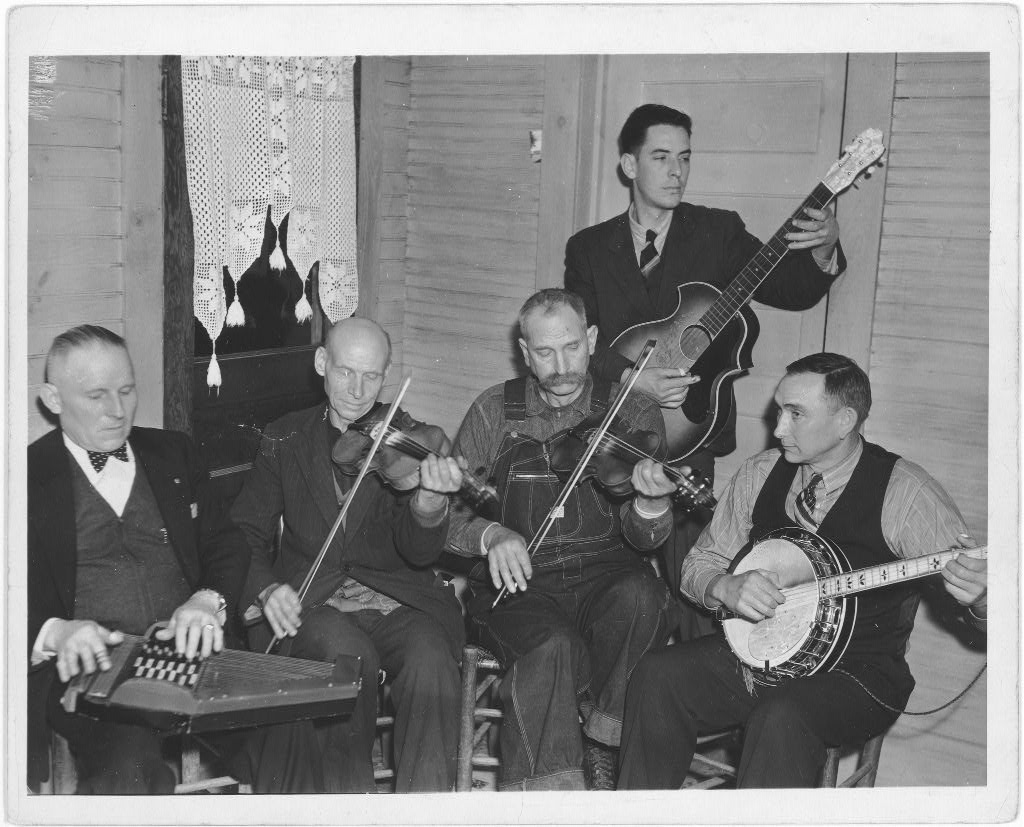
Die Ballard Branch Bogtrotters Band, eine Stringband von 1934–1942; Ballard Branch, Galax 1937; Dr. W.P. „Doc“ Davis, Autoharp, Uncle Alec „Eck“ Dunford, Davy Crockett Ward, Fiddles, Wade Ward Banjo, Fields Ward (23. Januar 1911 in Buck Mountain, Grayson County, Virginia–26. Oktober 1987, Bel Air, Maryland) Gitarre, Gesang

Die Musik der Appalachen, einer Gebirgsregion im Osten der Vereinigten Staaten, entwickelte sich aus verschiedenen europäischen und afrikanischen Einflüssen. Dazu gehören englische Balladen, irische und schottische Musik, speziell mit der Fiddle gespielt, Kirchenlieder und afroamerikanischer Blues. Von den ersten Tonaufnahmen in den 1920er Jahren an hatten Musiker der Appalachen großen Einfluss auf die frühe Entwicklung der Old-Time Music, Country-Musik und des Bluegrass und waren ein wichtiger Bestandteil des Revivals der amerikanischen Folk–Musik in den 1960er Jahren. Typische Instrumente der Musik der Appalachen sind das Banjo, die Bordunzither Appalachian dulcimer und die Gitarre.
Zu den ersten aufgenommenen appalachischen Musikern gehören Fiddlin’ John Carson, G. B. Grayson und Henry Whitter, Bascom Lamar Lunsford, The Carter Family, Clarence Ashley und Dock Boggs, die alle in den 1920er und 1930er Jahren zuerst aufgenommen wurden. Viele appalachische Musiker wurden durch das Folk-Music-Revival in den 1950er und 1960er Jahren berühmt, wie Jean Ritchie, Roscoe Holcomb, Ola Belle Reed, Lily May Ledford, Hedy West und Doc Watson. Country- und Bluegrass-Musiker wie Loretta Lynn, Roy Acuff, Dolly Parton, Earl Scruggs, Chet Atkins, die Stanley Brothers und Don Reno wurden durch die traditionelle appalachische Musik sehr stark beeinflusst.

## Geschichte

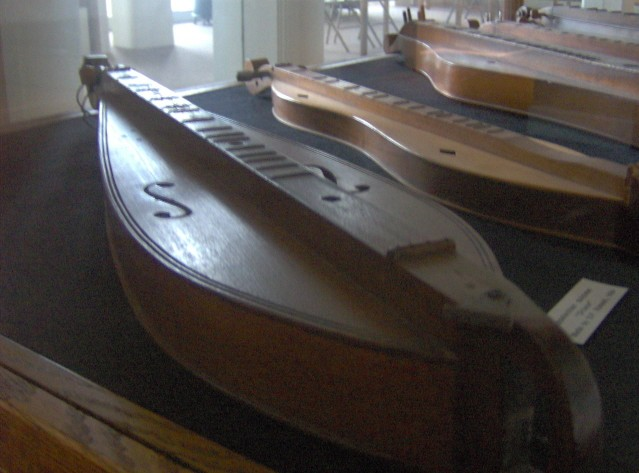
Appalachian dulcimer

Einwanderer aus England, den schottischen Central Lowlands und Ulster besiedelten die Appalachen im 17. und 18. Jahrhundert. Viele von ihnen waren Ulster-Schotten, deren Vorfahren aus dem Süden Schottlands und dem Norden Englands stammten. Sie brachten die musikalischen Traditionen dieser Regionen mit, die aus englischen und schottischen Balladen, meist im Solo vorgetragen, und mit der Fiddle begleiteten Tänzen wie dem Reel bestanden.
Viele appalachische Balladen wie Pretty Saro, The Cuckoo, Pretty Polly und Matty Groves sind aus der englischen Balladentradition übernommen und haben dort bekannte Vorläufer. Andere beliebte Lieder wie  Young Hunting, Lord Randal und Barbara Allen stammen aus den schottischen Lowlands.  Die Tanzmelodie Cumberland Gap stammt eventuell von der Melodie der schottischen Ballade Bonnie George Campbell.
Viele in den Appalachen beliebte Fiddle-Melodien haben ihre Wurzeln in gälisch-sprechenden Regionen wie dem Westen Irlands und den schottischen Highlands, z. B. Leather Britches, das auf Lord MacDonald's Reel basiert. Gedruckte Versionen dieser Lieder waren im britischen Empire im 18. Jahrhundert sehr verbreitet und gelangten vielleicht deshalb auch in die Appalachen. Dies erklärt die Präsenz dieser Melodien in einer von nur wenigen Gälisch-Sprechern besiedelten Region.
Dem Musikwissenschaftler Cecil Sharp zufolge waren die Balladen der Appalachen und ihre Melodien am ähnlichsten mit denen des „nördlichen Englands, oder der Lowlands eher als der Highlands von Schottland als den Regionen, aus denen [die Menschen] zuerst auswanderten. Denn die appalachischen Melodien haben erheblich mehr Gemeinsamkeit mit den Melodien der englischen Volksmusik als mit denen der Gälisch-sprechenden Bewohner der schottischen Highlands“.
Die Einwanderer brachten auch eine Lining out genannte Form des Kirchengesangs mit, in der eine Person eine Zeile eines Liedes oder Psalms singt und die übrige Versammlung antwortet. Diese Form des Gesangs im Gottesdienst, früher sehr häufig im ganzen kolonialen Amerika, gibt es heute fast nur noch in den Kirchen der Old Regular Baptists im Süden und Südwesten Virginias und West Virginias und dem Osten Kentuckys. Diese Gemeinden singen normalerweise amerikanische oder englische Kirchenlieder.
Nach einigen Generationen des Lebens in Amerika änderte sich die britische Musik. Die Texte änderten sich, weil die Nachkommen der ersten Siedler die Menschen und Ereignisse vergaßen, über die sie ursprünglich geschrieben waren, obwohl einige Lieder weiterhin an britische Ortsnamen wie The Derby Ram oder Nottamun Town erinnerten. Durch die zusätzlichen Einflüsse von deutschen und holländischen Siedlern, Hugenotten, und insbesondere Afro-Amerikanern entwickelte die neue Musik nach und nach einen völlig eigenständigen Stil.

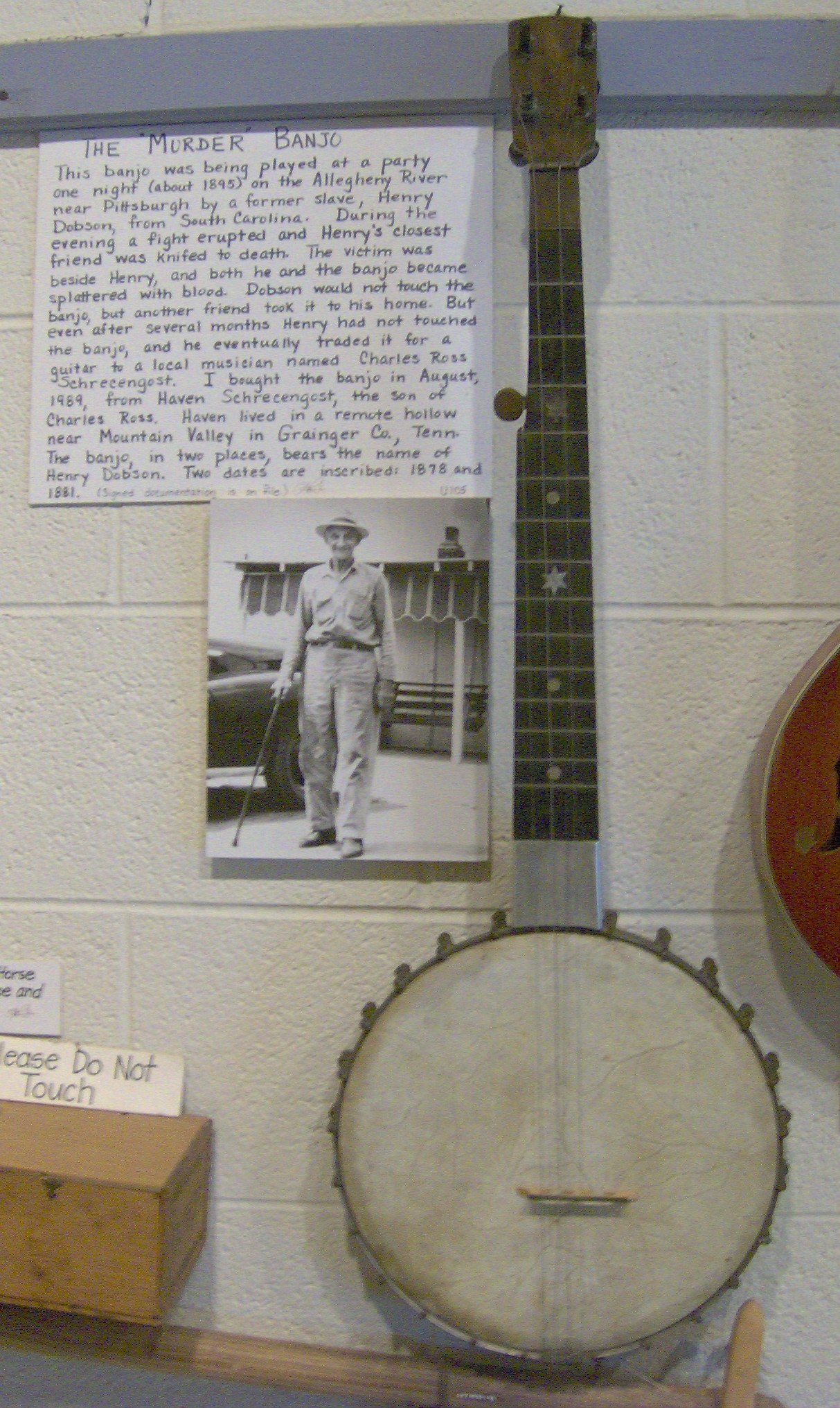
Das sogenannte „Murder Banjo“

Die Balladentradition der „Neuen Welt“, aus Balladen bestehend, die in Amerika geschrieben wurden, war für die Entwicklung der appalachischen Musik genauso einflussreich wie die der „Alten Welt“. Amerikanische Balladen wurden meist gesungen, um von Ereignissen und Nachrichten des Tages zu berichten, die in einer moritatenähnlichen Form als broadside ballads vorgetragen wurden. Unter appalachischen Musikern populäre Balladen waren Omie Wise, Wreck of the Old 97, Man of Constant Sorrow und John Hardy. Später kamen durch die Arbeitskämpfe im Bergbau angeregte Protestsongs hinzu wie Which Side Are You On? und der Coal Creek March.
Eines der herausragendsten Symbole der appalachischen Kultur, das Banjo, wurde im 18. Jahrhundert durch afroamerikanische Sklaven in der Region eingeführt. Schwarze Banjospieler traten bereits 1798 in den Appalachen auf, als ihr erster Auftritt in Knoxville berichtet wurde. Aus dem afroamerikanischen Blues, der sich im frühen 20. Jahrhundert in der Region ausbreitete, kamen Harmonien wie die Blue Notes, Glissandos und poetische Geschicklichkeit in die appalachische Musik und viele frühe appalachische Musiker wie Dock Boggs und Hobart Smith erinnerten sich später an eine starke Beeinflussung durch die Auftritte schwarzer Musiker.

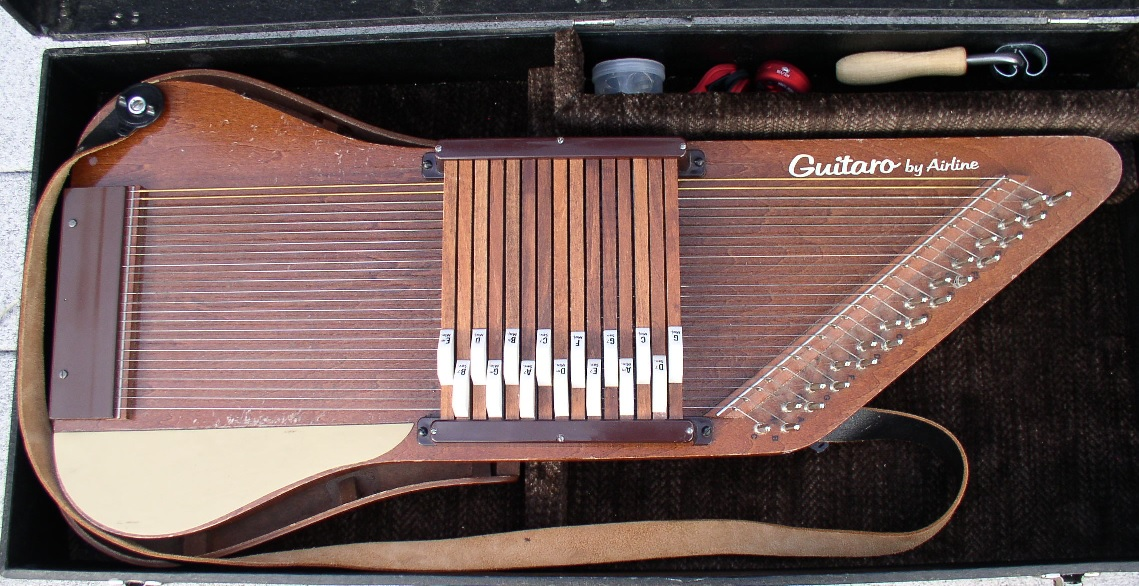
Autoharp

Andere Instrumente wie Gitarre, Mandoline und Autoharp wurden im späten 19. Jahrhundert durch Kataloge des Versandhandels populär. Diese Instrumente kamen zur Ausstattung mit Banjo und Fiddle hinzu und so entstanden die ersten Stringbands.  Der bundierte Dulcimer, oft wegen seiner Popularität in der Region Appalachian dulcimer genannt, entstand im Südwesten Pennsylvanias und im Nordwesten Virginias im 19. Jahrhundert, wahrscheinlich als Modifikation eines deutschen Instruments. Er ist im Wesentlichen eine modifizierte Zither und hat keine Ähnlichkeit mit dem Hackbrett. Die settlement schools, am Anfang des 20. Jahrhunderts speziell für den Unterricht von Kindern in isolierten Bergdörfern ins Leben gerufen, machten das Instrument in der Region bekannt. Die Sängerin Jean Ritchie sorgte für seine Bekanntheit unter Folk-Enthusiasten in den 1950er Jahren.

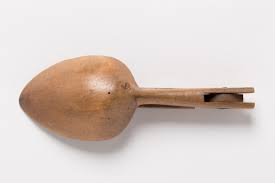
Holzlöffel als Musikinstrument

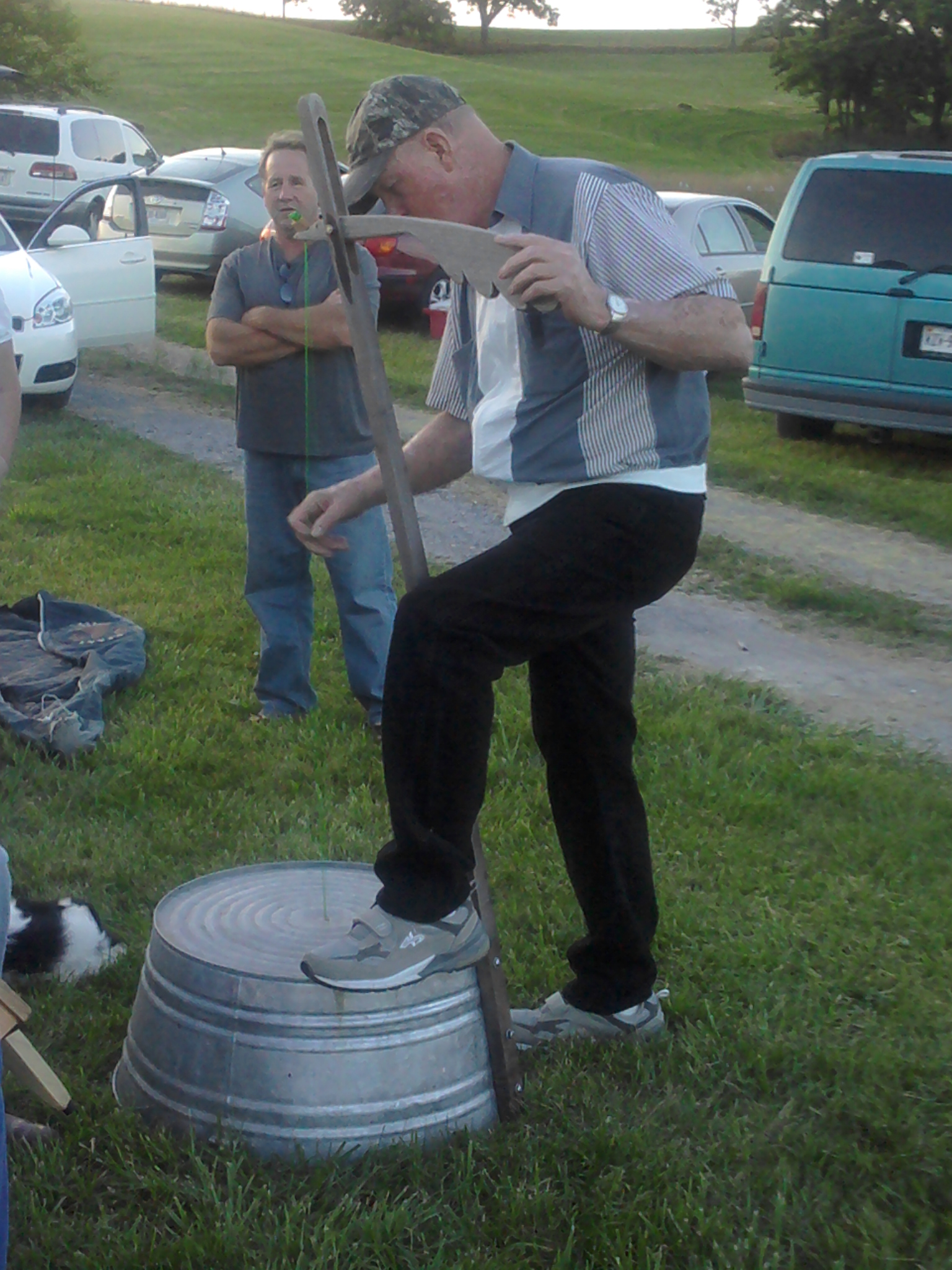
Waschwannenbass

Instrumente wie Holzlöffel, deren Zusammenschlagen ein temposchaffendes ‚Klick‘ erzeugt, und Waschbretter, auf denen die Spieler mit ihren Händen oder mit Fingerhüten Geräusche erzeugten, kamen hinzu. Mit ihnen wurden anstelle von Trommeln Perkussionsklänge erzeugt. Auch der Waschwannenbass ist in der appalachischen Musik beliebt. Auch als gutbucket oder – in anderen Ländern – „Laundrophon“ bekannt, besteht er normalerweise aus einer metallenen Waschwanne, einem Stock oder Griff und mindestens einer Saite, normalerweise werden aber vier Saiten oder mehr benutzt. Zusätzlich kann er mit Stimmwirbeln ausgerüstet sein. Er wurde zuerst in afroamerikanischen Gemeinden in den Appalachen eingesetzt und dann auch von weißen Stringbands verwendet.

## Sammlung und Aufnahme

### Feldforschung
Seit Beginn des 20. Jahrhunderts entwickelte sich eine breite Bewegung, um das reiche musikalische Erbe besonders an Folksongs, das die Bewohner der Appalachen bewahrt und entwickelt hatten, aufzuzeichnen. Diese Musik wurde nicht aufgeschrieben, die Lieder wurden von Generation zu Generation oft innerhalb einer Familie mündlich weitergegeben. Feldforschung zur Aufnahme appalachischer Musik wurde von vielen Wissenschaftlern unternommen; zuerst mit dem Aufschreiben der Noten, später mit Aufnahmegeräten.
Einer der ersten Sammler appalachischer Balladen war der in Kentucky geborene John Jacob Niles (1892–1980), der bereits 1907 begann, Balladen aufzuschreiben, die er in seiner Familie, seinem Bekanntenkreis und bei der Arbeit kennenlernte. Weil er Plagiats- und Imitationsvorwürfe anderer Sammler fürchtete, die damals in der Region tätig waren, wartete er bis 1960, bis er die ersten 110 Lieder seiner Sammlung in The Ballad Book of John Jacob Niles publizierte. Das Gebiet, in dem Niles der Landkarte in seinem Buch zufolge Balladen suchte, wurde in etwa im Norden durch Tazewell begrenzt, im Süden durch Boone, Saluda und Greenville, im Westen durch Chickamauga, im Norden durch Chattanooga, Dayton (Tennessee) und Somerset, im Nordwesten durch Bardstown, Frankfort und Lexington, im Osten reichte es bis zur Grenze West Virginias und weiter zurück nach Tazewell, damit umschloss es Teile der Great Smoky Mountains, das Cumberland-Plateau, das Tal des Tennessee River und das Gebiet des Lookout Mountain.
Im Mai 1916 besuchten die Sopranistin Loraine Wyman und der Pianist Howard Brockway die Appalachen im Osten Kentuckys und unternahmen eine 300 Meilen lange Wanderung, um Folksongs aufzuzeichnen. Ihre Ergebnisse brachten sie nach New York, wo sie mit großem Erfolg die von ihnen gesammelte Volksmusik vor einem großstädtischen Publikum aufführten.

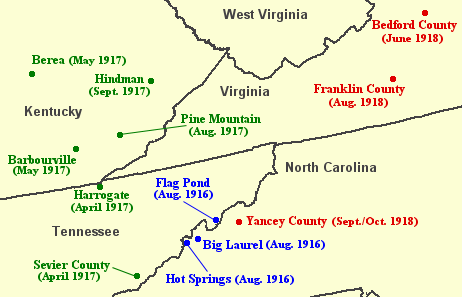
Karte mit einigen Orten in den zentralen und südlichen Appalachen, an denen der britische Musikwissenschaftler Cecil Sharp 1916–1918 „Old world“-Balladen sammelte

Einen Monat nach Wyman und Brockway bereisten die britischen Musikdozenten Cecil James Sharp und Maud Karpeles die Region der südlichen Appalachen. Sie besuchten dabei Orte wie Hot Springs in North Carolina, Flag Pond in Tennessee, Harlan in Kentucky und Greenbrier County in West Virginia, sowie Schulen wie das Berea College und die Hindman Settlement School in Kentucky und die Pi Beta Phi settlement school in Gatlinburg (Tennessee). Sie blieben in den drei Sommern von 1916 bis 1918 dort und sammelten über 200 Balladen aus der „Alten Welt“, von denen viele sich nur wenig von ihren britischen Vorläufern unterschieden. Nach ihrer ersten Studienreise veröffentlichten sie das Buch English Folk Songs from the Southern Appalachians.
Zu den Balladen, die Sharp und Karpeles in den Appalachen fanden, gehörten Lieder mit mittelalterlichen Themen wie The Elfin Knight und Lord Thomas and Fair Ellinor sowie Lieder von Seefahrten und Abenteuern wie In Seaport Town und Young Beichan. Sie fanden 16 Versionen des Lieds Barbara Allen und 22 Versionen von The Daemon Lover, das in den Appalachen oft House Carpenter genannt wurde. Sie konnten beweisen, was viele Folklorespezialisten vermuteten: die abgelegenen Täler und Wälder der Appalachen bargen einen großen Schatz von alten musikalischen Formen.

### Kommerzielle Aufnahmen
Nur einige Jahre nach dem Beginn der musikalischen Feldforschung hatte sich die Schallplattenindustrie so sehr entwickelt, dass Aufnahmen appalachischer Musik für den Massenkonsum ein lohnendes Unternehmen war.
1923 veranstaltete Ralph Peer, der Talentscout von OKeh Records, die ersten Aufnahmesessions für Musiker der Appalachen in Atlanta. Auf diesen Sessions wurde auch Fiddlin’ John Carson, ein herausragender Fiddle-Spieler aus dem Norden Georgias, eingespielt. Der kommerzielle Erfolg der Aufnahmen veranlasste OKeh Records, nach anderen Musikern aus der Region für Aufnahmen zu suchen, darunter war Henry Whitter, mit dem 1924 in New York Aufnahmen gemacht wurden. Im folgenden Jahr nahm Ralph Peer eine Stringband aus North Carolina mit dem Frontmann Al Hopkins auf, die sich a bunch of hillbillies nannte. So nannte Peer die Band und der Erfolg ihrer Aufnahmen schuf den Namen „Hillbilly–Musik“ für appalachische Stringbands.
1927 machte Peer, der damals für die Victor Talking Machine Company arbeitete, in Bristol eine Serie von Aufnahmen, die die Bristol sessions, die für viele Musikgeschichtler den Beginn der kommerziellen Country-Musik markieren.  Dort wurden unter anderem die Carter Family und Jimmie Rodgers eingespielt. Andere Plattenfirmen wie Columbia Records und die ARC folgten Peers Beispiel und machten ähnliche Aufnahmen. Viele frühe appalachische Musiker wie Clarence Ashley und Dock Boggs verzeichneten zunächst bescheidene kommerzielle Erfolge. Der Beginn der Great Depression am Anfang der 1930er Jahre bremste aber die Nachfrage nach Musikaufnahmen und die meisten dieser Musiker verloren ihre Bekanntheit.

### Folk–Revival
Radioprogramme wie die Grand Ole Opry hielten in den 1930er Jahren das Interesse an der Musik der Appalachen am Leben, und Sammler wie der Musikwissenschaftler Alan Lomax machten auch in den 1940er Jahren Aufnahmen im Rahmen ihrer Feldforschung. 1952 veröffentlichte Folkways Records die Maßstäbe setzende Anthology of American Folk Music, die von dem Volksmusikwissenschaftler Harry Smith zusammengetragen wurde und Aufnahmen von Musikern wie Clarence Ashley, Dock Boggs und G. B. Grayson enthielt. Die Sammlung spielte eine wichtige Rolle bei der Inspiration des Folk-Music-Revivals der 1950er und 1960er Jahre. Großstädtische Folk-Enthusiasten wie Mike Seeger und John Cohen, Mitglieder der New Lost City Ramblers, und der Produzent Ralph Rinzler bereisten entlegene Regionen der Appalachen, um Feldforschungsaufnahmen zu machen. Zusammen mit neuen Einspielungen älterer Musiker und der Entdeckung jüngerer Interpreten führten sie ausführliche Interviews mit den Künstlern, um ihren musikalischen Hintergrund und ihre stilistischen Wurzeln zu dokumentieren. Appalachische Musiker wurden regelmäßige Besucher von Folk-Music-Festivals wie dem Newport Folk Festival oder den Festivals an der University of Chicago und der Berkeley-Universität. Filme wie John Cohens High Lonesome Sound über den Banjospieler und Sänger Roscoe Holcomb gaben den Fans eine Vorstellung von den Auftritten appalachischer Musiker.

### Bergbau und Protestsongs
In großem Umfang betriebener Kohlebergbau begann in den Appalachen gegen Ende des 19. Jahrhunderts und veränderte das Leben derer, die sich entschieden, ihre kleinen Farmen zugunsten eines Jobs als Bergarbeiter in der Stadt aufzugeben, dramatisch. Die Balladen-Tradition, die seit der Ankunft der Europäer existierte, wurde auf die sozialen Probleme in den Bergarbeiterstädten des späten 19. und frühen 20. Jahrhunderts angewandt: niedrige Löhne, gefährliche Arbeitsbedingungen und Streiks. Eines der ersten Bergbau-Lieder aus den Appalachen war der Coal Creek March, der durch den Coal Creek War von 1891 in Anderson County angeregt wurde. Arbeitskonflikte im Bergbau in West Virginia 1914 und der Harlan County War in Kentucky waren der Hintergrund für Lieder wie Ralph Chaplins Solidarity forever und den Song Which Side Are You On? von Florence Reece. Für die Library of Congress nahm George Korson 1940 Bergarbeiterlieder auf.  Der kommerziell erfolgreichste Bergarbeitersong aus den Appalachen wurde Sixteen Tons von Merle Travis; er wurde von Tennessee Ernie Ford, Johnny Cash und vielen anderen Musikern eingespielt.  Andere bekannte Bergarbeiterlieder sind Jean Ritchies The L&N Don't Stop Here Anymore, Sarah Ogan Gunnings Come All You Coal Miners und Hazel Dickens’ Clay County Miner.  Sowohl alte Aufnahmen als auch zeitgenössische Coverversionen sind im 2007 von Jack Wright herausgegebenen Sammelalbum Music of Coal enthalten.
1990 begann eine neue Art des Bergbaus, das Mountaintop Removal Mining (MTR). Das lehnten viele Bewohner der Appalachen ab, weil Berge in ihren Augen ein Geschenk Gottes und heilige Orte sind. Einige gaben ihren Gefühlen mit Musik Ausdruck. Beispiele sind Todd Burges Lied What Would Moses Climb, Donna Prices und Greg Treadways The Mountains of Home, Jean Ritchies Now Is the Cool of the Day und Shirley Stewart Burns’ Leave Those Mountains Down. Viele Lieder wurden auf traditionelle Art A cappella oder mit einer Stringband vorgetragen.

## Einflüsse

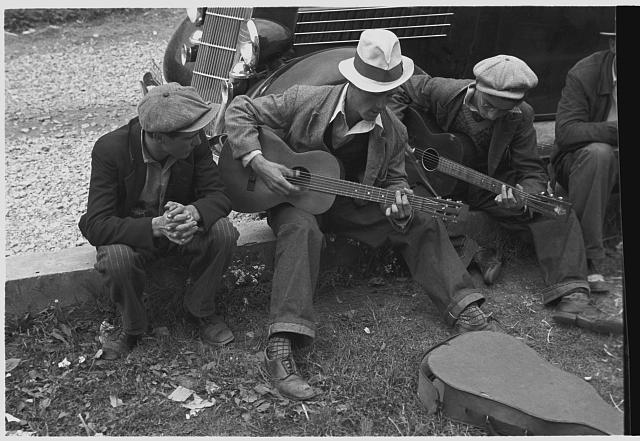
Straßenmusiker in Maynardville (Tennessee), Aufnahme von Ben Shahn 1935

Die Bristol sessions von 1927 wurden der „Big Bang“ der Country Music genannt, weil dort nach Meinung einiger Musikhistoriker das moderne Country-Musik-Genre seinen Ausgang nahm. Die Popularität von Musikern wie der Carter Family, die dort ihre ersten Aufnahmen einspielten, zeigten den Managern der Musikindustrie, dass es einen Markt für „Mountain“- oder „Hillbilly“-Musik gab. Andere wichtige Aufnahmesessions in den Appalachen waren in Johnson City und Knoxville. Die ersten Country-Music -Aufnahmen in den späten 1920er und frühen 1930er Jahren bestanden meist aus Fiddle- und Banjo-Spielern und einer starken Stringband, womit sie ihren appalachischen Wurzeln treu blieben. Vor allem durch den Erfolg der Grand Ole Opry verlagerte sich das zentrum der Country-Musik um 1940 nach Nashville. In den folgenden Jahrzehnten bemühte sich die Country-Musik-Industrie, sich in Richtung Mainstream zu bewegen, deshalb wollten Musiker und Manager sich von der Bindung zu den Appalachen abgrenzen, vor allem indem sie den Begriff „Hillbilly Music“ durch „Country“ ersetzten. In den späten 1980er Jahren brachten Musiker wie Dolly Parton, Ricky Skaggs und Dwight Yoakam jedoch traditionelle appalachische Einflüsse in die Country-Musik zurück.
Bluegrass entstand in den 1940er Jahren aus einer Mischung verschiedener Arten von Musik einschließlich Old-Time, Country und Blues. Die Schöpfung dieses Stils wird oft Bill Monroe und seiner Band Blue Grass Boys zugeschrieben. Eine der wichtigsten Charakteristiken des Bluegrass, der schnelle Banjo-Drei-Finger-Style wurde von Earl Scruggs entwickelt, der in Monroes Band das Banjo spielte. Später, als er bei Flatt and Scruggs und den Foggy Mountain Boys spielte, schrieb Scruggs Foggy Mountain Breakdown, eines der bekanntesten Bluegrass-Instrumentals. Bei vielen Musikern der Appalachen wurde Bluegrass schnell populär, so bei den Stanley Brothers, den Osborne Brothers und Jimmy Martin, und obwohl es Einflüsse aus verschiedenen Regionen hatte (Monroe selbst kam aus dem Westen Kentuckys), wird es oft mit den Appalachen assoziiert und zusammen mit Old-Time und traditioneller Musik auf appalachischen Folk-Festivals gespielt.
Appalachische Musik hat auch viele Musiker von außerhalb der Region beeinflusst. 1957 kam der britische Skiffle-Musiker Lonnie Donegan mit seiner Fassung des appalachischen Folksongs Cumberland Gap an die Spitze der britischen Charts. Im darauffolgenden Jahr hatte das Kingston Trio einen Nr. 1-Hit in den US-Charts mit ihrer Fassung der Ballade Tom Dooley  aus North Carolina. Jerry Garcia, ein Mitglied der Grateful Dead, spielte oft appalachische Lieder wie Shady Grove und „Wind and Rain“ und sagte, er habe den Clawhammer-Banjo-Style durch Zuhören bei Clarence Ashley gelernt. Bob Dylan, der ebenfalls einige Lieder der Appalachen spielte, hielt Roscoe Holcomb für „einen der Besten“, für Eric Clapton war er der favorisierte Country-Musiker. Die klassischen Komponisten Lamar Stringfield und Kurt Weill benutzten in ihren Kompositionen appalachische Volksmusik, und die Region war der Hintergrund für Aaron Coplands Komposition Appalachian Spring. Im frühen 21. Jahrhundert erzeugte der Film O Brother, Where Art Thou?  und in geringerem Umfang Songcatcher und Cold Mountain ein neues Interesse an traditioneller appalachischer Musik im Mainstream.
Die Singer-Songwriterin Hazel Dickens wuchs in einer Bergarbeiterstadt in West Virginia auf und wurde vertraut mit der dortigen Folk-Musik. Sie schrieb den Song Coal Mining Women über die Härten des Kohlenbergbaus für das Leben der Frauen. Der Musiker, Schriftsteller und Historiker Bill C. Malone schrieb über ihr Leben das Buch: Working Girl Blues: The life and music of Hazel Dickens.
In seinem Buch Appalachia on our mind schrieb Henry D. Sapirow über die Region der Appalachen und ihre Musik.

### Afroamerikanischer Einfluss
Afroamerikaner nahmen auf viele Musiker des Bluegrass, einer der wichtigsten Bestandteile der appalachischen Musik, direkten Einfluss. Die Melodien des Bluegrass wurden stark vom Blues, schwarzen Feldarbeitsliedern und afroamerikanischen Psalmen beeinflusst. Der Gesangsstil des Bluegrass, seine Melodik und Harmonik und die Struktur seiner Phrasen folgten zusätzlich zum Blues den Vorbildern des traditionellen schwarzen Gospels. Bill Monroe stellte fest, dass diese schwarzen Musikstile im Bluegrass enthalten sind. Aus der westafrikanischen Musik wurden improvisierte Soli und eine rhythmische Betonung des Upbeat übernommen. Zusätzlich verbreiteten Afroamerikaner ihre Lieder von den Härten der Arbeit und des Lebens. Diese Lieder hatten normalerweise ein Call and Response–Format. Dieses wurde von den amerikanischen Siedlern übernommen und meistens für den Kirchengesang in den Gottesdiensten benutzt. Dieser traditionelle Gesangsstil bahnte den Weg für die Lieder des Great Awakening, die „Revival“–Songs, eine der am häufigsten gespielten Varianten religiöser Musik zu dieser Zeit.
Zusätzlich zum Gesang leisteten Afroamerikaner wichtige Beiträge zur Instrumentalisierung der weißen Bluegrass-Musik. Der erste bekannte weiße Banjospieler, Joel Walker Sweeney, lernte das Spiel von afroamerikanischen Sklaven. Das Banjo, eines der wichtigsten Instrumente des Bluegrass, wurde von Afroamerikanern, die auf den amerikanischen Kontinent verschleppt wurden, mitgebracht. Zuerst wurde es für ein Musikinstrument der Sklaven gehalten, nach und nach wurde es im Süden aber populär. Sein gestiegenes Ansehen brachte Weiße in den Bergen dazu, das Banjospiel von schwarzen Lehrern zu lernen. Einer der ersten Banjospieler aus den Bergen, der von Afroamerikanern lernte, war Ferguson. Er gab seine Kenntnis des Banjospiels an weiße Spielleute weiter. Der bekannte Musiker Dan Emmett lernte das Banjospiel von Ferguson. Davon ausgehend veränderte sich die Konstruktion des Instruments. Das Banjo, das erste eindeutig afroamerikanische Instrument, beeinflusste das Fiddlespiel in den Bergen mit einem einmaligen Typus von stark synkopierter Tanzmusik, den es nur in den Appalachen gibt.

### Europäischer Einfluss
Wichtige Beiträge zur Musik der Appalachen kamen aus Europa. Europäische Beiträge zum Bluegrass überlagerten oft die der afroamerikanischen Musiker, obwohl diese genauso viel, wenn nicht mehr Einfluss auf die Entwicklung der appalachischen Musik hatten. Die Europäer brachten die Fiddle in die appalachische Musik. Als die europäischen Siedler nach Amerika segelten und nach und nach den Kontinent besiedelten und eroberten, brachten sie ihre Traditionen des Folk mit. Die Fiddle wurde zunächst als Begleitinstrument bei Tänzen in den amerikanischen Kolonien benutzt. Zusammen mit dem afrikanischen Banjo hatte die europäische Fiddle den größten Einfluss auf die Entwicklung der appalachischen Musik. Das durch die Kombination aus afrikanischem banjo und europäischer Fiddle geschaffene Ensemble ging der Stringband voraus, aus der sich dann das Bluegrass-Ensemble entwickelte. Dieses Ensemble führte zu einer Wendung zu anspruchsvolleren Rhythmen in der appalachischen Musik.

## Festivals
Jedes Jahr werden in den Appalachen und weltweit zahlreiche Festivals zur Aufführung appalachischer und mit ihr verwandter Musik veranstaltet. Eines der ältesten ist das unter dem Namen „Fiddler's Grove“ bekannte Ole Time Fiddler's and Bluegrass Festival. in Union Grove, das seit 1924 jedes Jahr veranstaltet wird. Es findet am Wochenende des Memorial Days statt. 1928 organisierte der Musiker und Sammler Bascom Lamar Lunsford, ein in den Bergen North Carolinas geborener Banjo- und Fiddlespieler, zum ersten Mal das Mountain Dance and Folk Festival, das jedes Jahr am ersten Augustwochenende in Asheville (North Carolina) abgehalten wird. In jedem September richtet Bristol (Tennessee) das Old-Time-Music-Festival Rhythm & Roots Reunion aus. Das 1930 von Jean Bell Thomas ins Leben gerufene American Folk Music Festival wurde bis 1972 fast jedes Jahr in Ashland und an anderen Orten Kentuckys abgehalten.
Während der ersten Augustwoche findet fünf Tage lang das Appalachian String Band Music Festival in Clifftop (Fayette County) in West Virginia statt. Dieses Festival ist speziell der Bewahrung authentischer Old-Time-Stringband-Musik und dem traditionellen Clogging und Square Dance gewidmet. Dort werden Wettbewerbe, Aufführungen und Workshops veranstaltet. Ein anderes populäres Festival für Old-Time Music, Clogging und Bluegrass ist die Tennessee Valley Old Time Fiddlers Convention, die jährlich am ersten Oktoberwochenende in Athens veranstaltet wird. Jedes Jahr am ersten Juniwochenende findet in Mount Airy die Mount Airy Fiddlers Convention statt. An jedem zweiten Samstag nach dem ersten Freitag im Juni wird in Hot Springs das Bluff Mountain Festival abgehalten, auf dem Old-Time Music, Bluegrass und traditionelle Balladen gespielt und Clogging und Square Dance aufgeführt wird.
Andere jährlich stattfindende Festivals sind der Mountain Heritage Day an der Western Carolina University in Cullowhee und die Celebration of Traditional Music am Berea College, die beide zum ersten Mal in den 1970er Jahren veranstaltet wurden. Ein weiteres wichtiges Festival ist das Tennessee Fall Homecoming auf dem Gelände des Museum of Appalachia, das auf dem Gelände des Museums in Clinton veranstaltet wird.
Das White Top Folk Festival war in den 1930er Jahren populär. John Powell half bei seiner Schaffung und Organisation. Musiker traten dort in Wettbewerben auf. Es wurde bekannt, weil es akademische Volkskundler, Musikwissenschaftler und Journalisten interessierte. Im dritten Jahr besuchten es mehr als 12.000 Menschen. 1939 wurde es nicht fortgesetzt, weil die Organisatoren sich zerstritten und Besucher ohne Geld diskriminiert wurden.
Das Fall Festival and Pig Roast wurde von der Appalachian Highlands Music Association (AHMA) ins Leben gerufen, um die appalachische Musiktradition zu bewahren. Die Eintrittspreise waren mit 6 $ niedrig. Das Festival wendete sich vor allem an Publikum aus West Virginia, hatte aber auch Besucher aus Ohio, Maryland, Alabama und Virginia. Bands wie Country Charm und Country Pride aus Princeton und Gospel Grass aus Bluefield und Princeton nahmen teil. Zuletzt wurde es 2013 veranstaltet.

## Musiklabel
Ein bekanntes Label für appalachische Musik war das in Chicago ansässige Flying Fish Records. 1970 brachte es drei Alben von Musikern aus West Virginia heraus. Sie veröffentlichten Aufnahmen der Critton Hollow String Band aus Morgan County (West Virginia). Sie produzierten deren Musik, die aus Coverversionen von Songs wie Possum Up a Gum Stump, Ragged But Right und High On a Mountain bestand, die von Olla Belle Reed komponiert wurden.